# كوبرا (لغة برمجة)
كوبرا (بالإنجليزية: Cobra)‏ هي لغة برمجة عامّة متوقفّة كائنية التوجّه ، صُمّمت من قبل تشارلز إيستربروك، وعملت على أنظمة مايكروسوفت.نيت ومونو. تأثّرت بشكل كبير بلغات بايثون، سي شارب، إيفل، أوبجكتف سي ولغاتٍ أخرى 